# Vadaschovisjtja Pahost
Vadaschovisjtja Pahost (vitryska: Вадасховішча Пагост) är en reservoar i Belarus.   Den ligger i voblasten Brests voblast, i den centrala delen av landet, 200 km söder om huvudstaden Minsk. Vadaschovisjtja Pahost ligger 133 meter över havet. Arean är 10,5 kvadratkilometer. Den sträcker sig 3,7 kilometer i nord-sydlig riktning, och 5,8 kilometer i öst-västlig riktning.